# Marc Bruns
Marc Bruns (* 19. September 1985) ist ein deutscher Eishockeyspieler, der auf professioneller Ebene zuletzt für die Adler Mannheim in der DEL gespielt hat.

## Spielerkarriere
Der Stürmer begann seine Karriere im Team der Jungadler Mannheim in der deutschen Nachwuchsliga DNL, wo er sehr schnell zu den Leistungsträgern im Team gehörte. Dies hatte zur Folge, dass Bruns in der Saison 2003/04 in den Kader der Heilbronner Falken, dem Kooperationspartner der Adler in der 2. Bundesliga, aufgenommen wurde und seine ersten Zweitligaeinsätze absolvierte. In den DEL-Playoffs derselben Saison kam Bruns dann schließlich zu seinem ersten Profieinsatz für das DEL-Team der Adler Mannheim.
Auch nach dem Abstieg der Falken in die Oberliga pendelte Marc Bruns zwischen Heilbronn und Mannheim, bis die Falken schließlich zum Ende der Spielzeit 2004/05 erklärten, er gehöre nicht mehr zum Kader für die folgende Spielzeit. In der Saison 2007/08 kehrte Bruns durch ein Engagement beim Mannheimer ERC in der Baden-Württembergliga zum Eishockeysport zurück.
Nach zweijähriger Pause spielt Marc Bruns bei den Eisbären Eppelheim.

## Karrierestatistik
| 2003/04    | Heilbronner Falken | 2. BL      | 39 | 3 | 1 | 4  | 18 | – | – | – | – | – |
| 2003/04    | Adler Mannheim     | DEL        | –  | – | – | –  | –  | 1 | 0 | 1 | 1 | 0 |
| 2004/05    | Heilbronner Falken | OL         | 24 | 3 | 7 | 10 | 20 | – | – | – | – | – |
| 2004/05    | Adler Mannheim     | DEL        | 20 | 0 | 1 | 1  | 2  | – | – | – | – | – |
| DEL gesamt | DEL gesamt         | DEL gesamt | 20 | 0 | 1 | 1  | 2  | 1 | 0 | 1 | 1 | 0 |

(Legende zur Spielerstatistik: Sp oder GP = absolvierte Spiele; T oder G = erzielte Tore; V oder A = erzielte Assists; Pkt oder Pts = erzielte Scorerpunkte; SM oder PIM = erhaltene Strafminuten; +/− = Plus/Minus-Bilanz; PP = erzielte Überzahltore; SH = erzielte Unterzahltore; GW = erzielte Siegtore; 1 Play-downs/Relegation; Kursiv: Statistik nicht vollständig)